# رود میدای

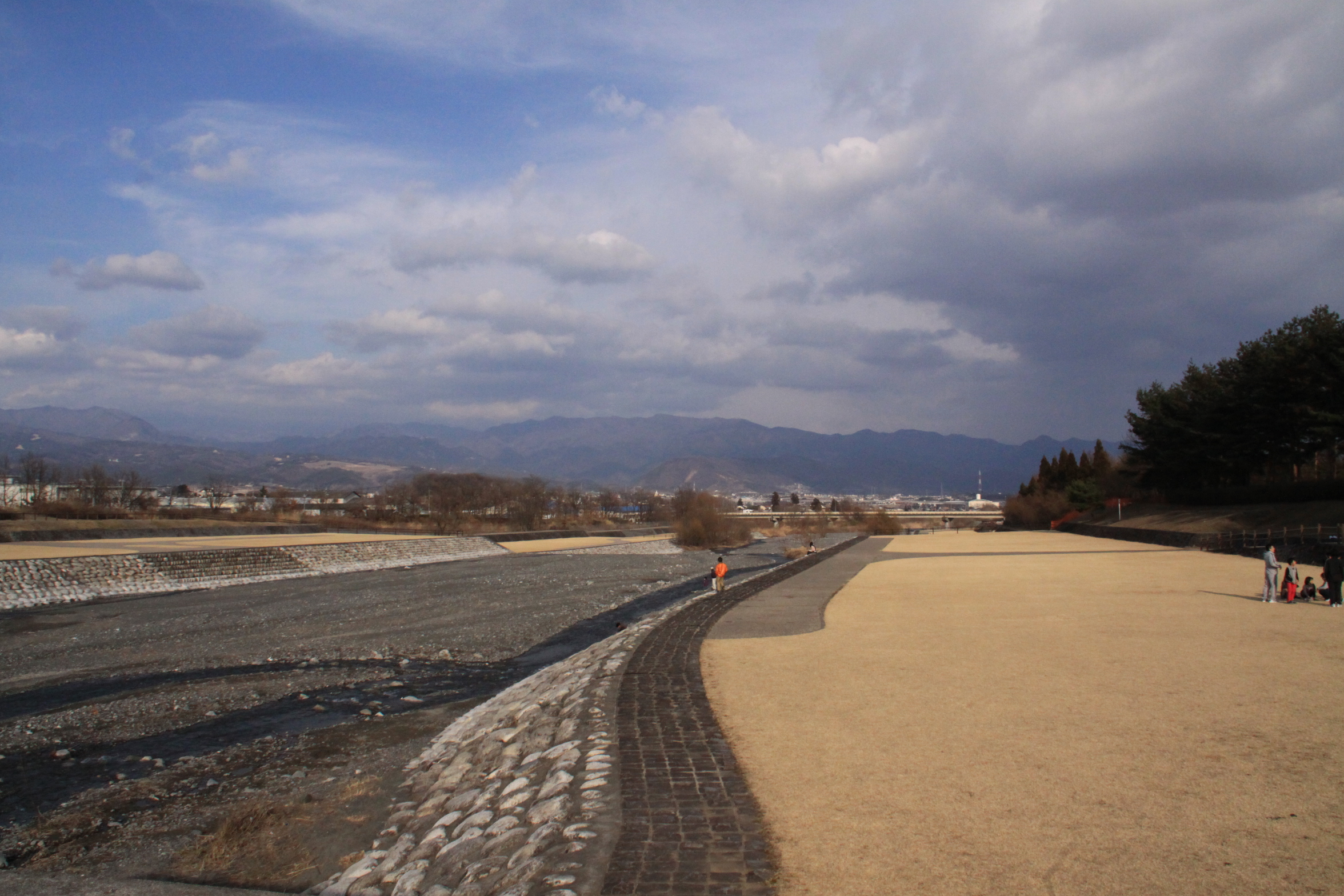

رود میدای، میدایگاوا (به ژاپنی: 御勅使川 みだいがわ)، یک رود در کوفوبانچی (حوضه ساختاری کوفو) در استان شیزوئوکا، ژاپن است. این رود یک شاخه از رود فوجی است و ۱۸/۰۸ کیلومتر طول دارد.